# Villum Kann Rasmussen
Villum Benedikt Kann Rasmussen (23. ledna 1909, Mandø – 24. srpna 1993, Ordrup) byl dánský inženýr a podnikatel, zakladatel firmy V. Kann Rasmussen & Co, později Velux.

## Život
Byl synem faráře Lars Rasmussen Bertela. Když mu bylo třináct let, tak opustil svůj rodný ostrov a začal studovat. Již v roce 1932 úspěšně promoval v oboru stavebního inženýrství na Technické univerzitě v Kodani. Je považován za vynálezce střešních oken.
Založil několik charitativních nadací.
V roce 1991 byl jmenován čestným profesorem na Technické univerzitě v Dánsku.